# 2027 Shen Guo
2027 Shen Guo је астероид главног астероидног појаса са средњом удаљеношћу од Сунца која износи 3,017 астрономских јединица (АЈ).
Апсолутна магнитуда астероида је 11,0.